# Molophilus (Molophilus) tenuissimus
Molophilus (Molophilus) tenuissimus is een tweevleugelige uit de familie steltmuggen (Limoniidae). De soort komt voor in het Australaziatisch gebied.